# دانشگاه علم و فرهنگ
دانشگاه علم و فرهنگ، (انگلیسی: University of Science and Culture) یکی از دانشگاه‌های تهران است. این دانشگاه در سال ۱۳۷۲ تحت عنوان مؤسسهٔ آموزش عالی جهاد دانشگاهی تهران، با مجوز رسمی وزارت علوم، تحقیقات و فناوری ایران، توسط جهاد دانشگاهی تأسیس شد. در جلسهٔ شورای گسترش آموزش عالی وزارت علوم، مورخ ۱۵ بهمن ماه سال ۸۴، این مؤسسه به دانشگاهی تحت عنوان علم و فرهنگ ارتقا یافت.

## موقعیت
ساختمان مرکزی این دانشگاه در منطقهٔ پونک تهران قرار گرفته و فضایی مسقف در حدود ۲۰۰۰۰ متر مربع را در اختیار دارد که شامل فضای آموزشی، کمک آموزشی و اداری مشتمل بر ساختمان‌های ستادی، مرکزی، دانشکده هنر و معماری، واحد تحصیلات تکمیلی شماره ۱ و شماره ۲، پژوهشکده توسعه تکنولوژی و پژوهشگاه رویان در اختیار دارد و در نظر دارد مطابق با طرح جامع دانشگاه، فضا را به ۳ هکتار ارتقا دهد.
این دانشگاه همچنین دارای دو شعبه در شهرهای همدان و رشت است.

## ریاست
مؤسس و اولین رئیس این دانشگاه مسعود عسکری بود که در مهر ۱۴۰۳ درگذشت. ریاست دانشگاه توسط هیئت امنای جهاد دانشگاهی انتخاب می‌شود. هم‌اکنون ریاست این دانشگاه بر عهدهٔ دکتر مهدی باصولی است.

## دانشکده‌ها
دانشگاه علم و فرهنگ، دارای پنج دانشکدهٔ می‌باشد.
- دانشکدهٔ فنی و مهندسی
- دانشکدهٔ هنر و معماری
- دانشکدهٔ علوم انسانی
- دانشکدهٔ علوم پایه و گردشگری
- دپارتمان نفت و گاز

## پژوهشگاه‌های همکار
- پژوهشگاه رویان
- پژوهشگاه ابن سینا
- پژوهشگاه علوم انسانی و مطالعات اجتماعی
- پژوهشکده حفاظت خاک و آبخیزداری
- پژوهشکده برق
- پژوهشکده گیاهان دارویی
- پژوهشکده علم و هنر
- پژوهشکده توسعه صنایع شیمیایی
- سازمان جهاد دانشگاهی صنعتی شریف

## مرکز نوآوری بنیاد توسعه کسب کار
مرکز نوآوری دانشگاه علم و فرهنگ با هدف ترویج کارآفرینی و تشویق دانشجویان برای بهره بری بیشتر از دانش اندوخته خود در سال ۹۸ تأسیس شد
از اولین استارت آپ‌های این مرکز استارت آپ یونی بوک/ Unibook هست که کار توزیع و فروش کتاب به دانشجویان به عهده دارد.
استارت آپ یونی بوک زیر مجموعه شرکت آدرینا جویان دانش است.

## دانشگاه‌های همکار در سطح بین‌المللی
- دانشگاه واریک انگلستان[۸]
- دانشگاه شفیلد انگلستان[۸]
- دانشگاه پوترا مالزی[۹]
- دانشگاه علوم مالزی[۸]

## آدرس دانشگاه علم و فرهنگ
دانشگاه علم و فرهنگ بسیار سرراست است و از لحاظ موقعیت مکانی دسترسی عالی دارد.
آدرس دانشگاه لم و فرهنگ به شرح زیر میباشد : 
بلوار اشرفی اصفهانی – نرسیده به پل اتوبان همت – خیابان شهید قموشی – خیابان هما – دانشگاه علم و فرهنگ
از لحاظ دسترسی به مترو باید بگوییم نزدیکترین ایستگاه مترو درحال حاضر به این دانشگاه ایستگاه شهید اشرفی اصفهانی میباشد همچنین نزدیکترین ایستگاه اتوبوس BRT به این دانشگاه ایستگاه تیراژه واقع در خط دانشگاه علوم و تحقیقات میباشد.

## اعتبار مدرک دانشگاه علم و فرهنگ
دانشگاه علم و فرهنگ یکی از دانشگاه‌های غیردولتی معتبر در ایران محسوب می‌شود. اعتبار مدرک این دانشگاه به عواملی مانند سابقه آموزشی، برنامه‌های تحصیلی ارائه‌شده، سطح فعالیت‌های علمی و پژوهشی، و میزان شناخته‌شدگی در میان دانشگاه‌های داخلی بستگی دارد. اگرچه این دانشگاه در گروه دانشگاه‌های غیرانتفاعی طبقه‌بندی می‌شود، اما مدارک صادره از آن در بسیاری از حوزه‌های شغلی و تحصیلی در داخل کشور پذیرفته شده‌اند.
در ارزیابی کلی، مدرک دانشگاه‌های غیردولتی مانند علم و فرهنگ برای ادامه تحصیل در داخل کشور معمولاً مورد قبول است، اما برای مهاجرت تحصیلی یا دریافت بورسیه از دانشگاه‌های خارجی ممکن است نیاز به بررسی‌های بیشتری از سوی نهاد پذیرنده وجود داشته باشد. در برخی منابع به این نکته نیز اشاره شده که فارغ‌التحصیلان این دانشگاه در صورت تمایل به ادامه تحصیل در مقاطع بالاتر، با قبولی در دانشگاه‌های دولتی تراز اول شانس بیشتری برای موقعیت‌های علمی و شغلی خواهند داشت.